# 城下村 (新潟県)
城下村（しろしたむら）は、かつて新潟県北魚沼郡にあった村。

## 沿革
- 1889年（明治22年）4月1日 - 町村制施行に伴い北魚沼郡下倉村、田戸村、根小室村が合併し、城下村が発足。
- 1901年（明治34年）11月1日 - 北魚沼郡堀之内村、宇賀地村と合併し、堀之内村を新設して消滅。